# Antirhea bombysia
Antirhea bombysia là một loài thực vật có hoa trong họ Thiến thảo. Loài này được Chaw mô tả khoa học đầu tiên năm 1992.